# Counter-Espionage
Pour plus de détails, voir Fiche technique et Distribution.
Counter-Espionage est un film d'espionnage américain réalisé par Edward Dmytryk, sorti en 1942.

## Synopsis
Un espion anglais traque des espions nazis agissant à Londres durant les bombardements allemands nocturnes.

## Fiche technique
- Titre : Counter-Espionage
- Réalisation : Edward Dmytryk
- Scénario : Aubrey Wisberg d'après Louis Joseph Vance
- Direction artistique : Lionel Banks
- Photographie : Philip Tannura
- Montage : Gene Havlick
- Société de production : Columbia Pictures
- Pays d'origine : États-Unis
- Format : Noir et blanc - 1,37:1 - Mono
- Genre : comédie et espionnage
- Date de sortie : 1942

## Distribution
- Warren William : Michael Lanyard
- Eric Blore : Jamison
- Hillary Brooke : Pamela Hart
- Thurston Hall : Inspecteur Crane
- Fred Kelsey : Détective Wesley Dickens
- Forrest Tucker : Anton Schugg
- Matthew Boulton : Inspecteur J. Stephens
- Kurt Katch : Gustav Soessel
- Morton Lowry : Kurt Weil alias Kent Wells
- Billy Bevan : George Barrow
- Stanley Logan : Sir Stafford Hart